# Kanton Provins
Kanton Provins is een kanton van het Franse departement Seine-et-Marne. Het kanton maakt deel uit van het arrondissement Provins. Het heeft een oppervlakte van 1050,35 km² en telt 57 947 inwoners in 2017 dat is een dichtheid van 55 inwoners/km².

## Gemeenten
Het kanton Provins omvatte tot 2014 de volgende 15 gemeenten:
- Chalautre-la-Petite
- La Chapelle-Saint-Sulpice
- Chenoise
- Cucharmoy
- Longueville
- Mortery
- Poigny
- Provins (hoofdplaats)
- Rouilly
- Saint-Brice
- Sainte-Colombe
- Saint-Hilliers
- Saint-Loup-de-Naud
- Soisy-Bouy
- Vulaines-lès-Provins

Door de herindeling van de kantons bij decreet van 18 februari 2014, met uitwerking in maart 2015, werd het kanton uitgebreid tot 82 gemeenten. Na de samenvoeging op 1 januari 2019 van de gemeenten Chenoise en Cucharmoy tot de fusiegemeente (commune nouvelle) Chenoise-Cucharmoy omvat het kanton volgende 81 gemeenten:
- Augers-en-Brie
- Baby
- Balloy
- Bannost-Villegagnon
- Bazoches-lès-Bray
- Beauchery-Saint-Martin
- Beton-Bazoches
- Bezalles
- Boisdon
- Bray-sur-Seine
- Cerneux
- Cessoy-en-Montois
- Chalautre-la-Grande
- Chalautre-la-Petite
- Chalmaison
- Champcenest
- La Chapelle-Saint-Sulpice
- Châtenay-sur-Seine
- Chenoise-Cucharmoy
- Courchamp
- Courtacon
- Coutençon
- Donnemarie-Dontilly
- Égligny
- Everly
- Fontaine-Fourches
- Frétoy
- Gouaix
- Gravon
- Grisy-sur-Seine
- Gurcy-le-Châtel
- Hermé
- Jaulnes
- Jouy-le-Châtel
- Jutigny
- Léchelle
- Lizines
- Longueville
- Louan-Villegruis-Fontaine
- Luisetaines
- Maison-Rouge
- Les Marêts
- Meigneux
- Melz-sur-Seine
- Mons-en-Montois
- Montceaux-lès-Provins
- Montigny-le-Guesdier
- Montigny-Lencoup
- Mortery
- Mousseaux-lès-Bray
- Mouy-sur-Seine
- Noyen-sur-Seine
- Les Ormes-sur-Voulzie
- Paroy
- Passy-sur-Seine
- Poigny
- Provins
- Rouilly
- Rupéreux
- Saint-Brice
- Saint-Hilliers
- Saint-Loup-de-Naud
- Saint-Martin-du-Boschet
- Saint-Sauveur-lès-Bray
- Sainte-Colombe
- Sancy-lès-Provins
- Savins
- Sigy
- Sognolles-en-Montois
- Soisy-Bouy
- Sourdun
- Thénisy
- La Tombe
- Villenauxe-la-Petite
- Villeneuve-les-Bordes
- Villiers-Saint-Georges
- Villiers-sur-Seine
- Villuis
- Vimpelles
- Voulton
- Vulaines-lès-Provins